# Setem
Setem és una federació estatal d'organitzacions no governamentals per al desenvolupament, constituïda formalment el 1995.
El primer Setem es va fundar a Catalunya l'any 1968; el 1991 neix se'n va fundar un a Andalucía, a Madrid Castilla-La Mancha) i Setem Hego Haizea a Euskadi). El 1992 van seguir el Setem Aragón, Navarra/Nafarroa i La Rioja; el 1993 al País Valencià i a Galicia; i el 2008 a Extremadura. Centra la seua labor a conscienciar la societat sobre les desigualtats entre els països de l'hemisferi sud i els del nord. A poc a poc, neixen noves filials. Treballen l'educació per a la solidaritat i en valors humans, la promoció de campanyes de denúncia amb propostes alternatives per transformar la societat, i la difusió i comercialització de productes de Comerç Just per potenciar i estendre el Consum Responsable.
El 2004 va rebre el Premi Voluntariat amb motiu del Dia Internacional del Voluntariat.
L'any 2017, Setem Comunitat Valenciana va rebre de la Fundació Horta Sud la Menció Colibrí 2017, per significar les múltiples accions d'educació i sensibilització, amb l'objectiu de combatre les injustícies inherents al capitalisme i contribuir a construir un model econòmic que fique a les persones i a la vida al centre.